# Komondor
El Komondor és una raça de gos guardià i pastor, originari d'Hongria. La seva principal característica és el peculiar aspecte del seu pelatge, que cau formant flocs semblants a les rastes.

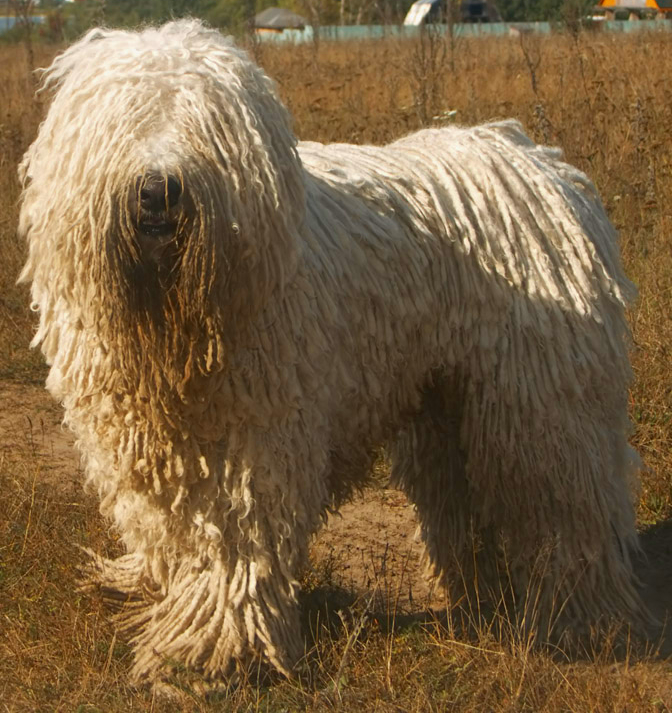
Komondor

## Història
El Komondor és una antiga raça autòctona hongaresa de gossos de pastors d'orígens asiàtics. Els seus avantpassats van venir al costat de les migracions dels antics Magiars a la conca dels Carpats, els quals, com nòmades, vivien de la cria del bestiar.

## Característiques

### Aspecte general
El Komondor és un gos gran. La seva postura majestuosa desperten respecte en l'observador i eventualment també por. El robust cos està recobert per pèl llarg, sempre tupit sense excepció, embullat, en flocs.
Vist de perfil el cos és un rectangle tirat, gairebé un quadrat. Sobresortint sobre el cos apareix el cap molt densament pelut. Porta la cua penjant amb la punta doblegada gairebé aconseguint l'horitzontal. El pelatge és de color ivori.

### Proporcions importants
- El llarg del cos és amb prou feines major que l'altura a la creu.
- La profunditat del pit es correspon en gairebé la meitat de l'altura a la creu.
- Cap: Ampli i ben proporcionat.
- Crani: Arquejat.
- Tòfona: De tall abrupte i negra.
- Musell: No puntegut. La canya nasal és recta.
- Bifis: Negres. Es recolzen ferms als maxil·lars i a la mossegada.
- Mandíbules / Dents: Maxil·lars molt musculats, forts i poderosos. Mossegada en tisora, regular i completa d'acord amb la fórmula dentaria del gos.
- Ulls: Col·locats en posició horitzontal, són marrons foscs. Les vores de les parpelles són negres i es recolzen fermes sobre el globus ocular.
- Orelles: D'inserció a mitjana altura en l'arquejat crani. Són directa i clarament penjants i presenten una forma de “V” o de “O”. Les orelles no s'eleven durant l'atenció o quan el gos passa a l'ofensiva.
- Coll: Molt bé musculat.
- Cua: Baixa, clarament penjant. Estant el gos excitat, aixeca la cua fins a l'altura de la línia dorsal.

### Extremitats
- Membres anteriors: L'aparença de les extremitats es deteriora en gran manera a través del llarg i embullat pelatge que les recobreix. Els membres anteriors són com a columnes i vists tant de front com de perfil, són drets, paral·lels i perpendiculars al sòl. El pit és ampli i se situa entre les extremitats bastant separades una d'una altra, robustes i de moviment lliure. Les extremitats estan fermament unides al cos. L'estructura òssia és forta i poderosa. Els membres són voluminosos.

- Peus davanters: Grans, ferms i amb dits junts. Els coixinets són gris pissarra. Les ungles són grises.

- Membres posteriors: Els membres posteriors sostenen al cos a partir d'angulacions moderades.

### Moviment
Desplaçament suau, lliure i moderat.

### Pèl
El cos està cobert per pèl llarg íntegrament. El pelatge està compost per una capa externa de pèl rústic i una llana interna més fina.
- Color: Ivori.

### Grandària i pes
- Altura a la creu

Mascles: Mínim 70 cm.
Femelles: Mínim 65 cm.
- Pes

Mascles: 50 – 60 kg.
Femelles: 40 – 50 kg.

## Temperament i caràcter
Infrangible valentia en la defensa i en la cura dels ramats al seu càrrec, també del seu territori i de la casa del seu amo. Ataca en silenci i audaçment. Considera el seu districte com si li pertanyés, no admet cap ésser estrany. És desconfiat.

## Salut i cures
Igual que en moltes races grans, la incidència de displàsia de maluc i torsió gàstrica és elevada en el Komondor. Altres malalties de gossos que es presenten amb certa freqüència en aquesta raça són l'otitis externa, la dermatitis aguda i, ocasionalment, l'entropió.
El pèl d'aquests gossos no ha de raspallar-se ni pentinar-se, ja que la característica de la raça és que formi cordons. No obstant això, cal separar manualment els cordons de pèl cada cert temps, perquè no formin una sola massa de pèl embullat. A aquests gossos se'ls pot tallar el pèl, eliminant els problemes del pèl llarg, però això lleva també la característica principal de la raça.
També cal netejar amb freqüència el pèl de les potes i la cara, per eliminar la brutícia que s'acumula. Per descomptat, és necessari banyar al gos quan s'embruta, però cal considerar que l'assecat pot trigar molt de temps, fins i tot més d'un dia.
Encara que són gossos grans, els Komondor no necessiten tant exercici com pogués pensar-se. Els passejos moderats diàriament poden ser suficients per mantenir-los en forma, sempre que no se'ls doni menjar excessivament. No solen ser juganers i poden estar còmodes descansant gran part del dia. No obstant això, és bo aprofitar les sessions d'ensinistrament perquè facin una mica d'exercici físic i mental addicional.
Aquests gossos són independents i no demanden tanta companyia com altres races canines, però tampoc cal abandonar-los en el jardí. L'evolució d'aquests animals ha fixat en ells la necessitat d'acompanyar i cuidar a persones i animals de corral, per la qual cosa és important permetre'ls el major temps de companyia possible.
Encara que no són exageradament actius, els Komondor tampoc són gossos per viure en pisos. És millor si compten amb un jardí de mitjà a gran, però no hi han de passar tot el temps. Poden tolerar climes de temperats a freds, però no aguanten bé els climes càlids.